# Β-甲基-2C-B
β-甲基-2C-B（英語：β-Methyl-2C-B，缩写BMB）是一种有机化合物，化学式为C11H16BrNO2，它是布苯丙胺（DOB）的同分异构体和2C-B的同系物，能作为迷幻药物。